# Plaża

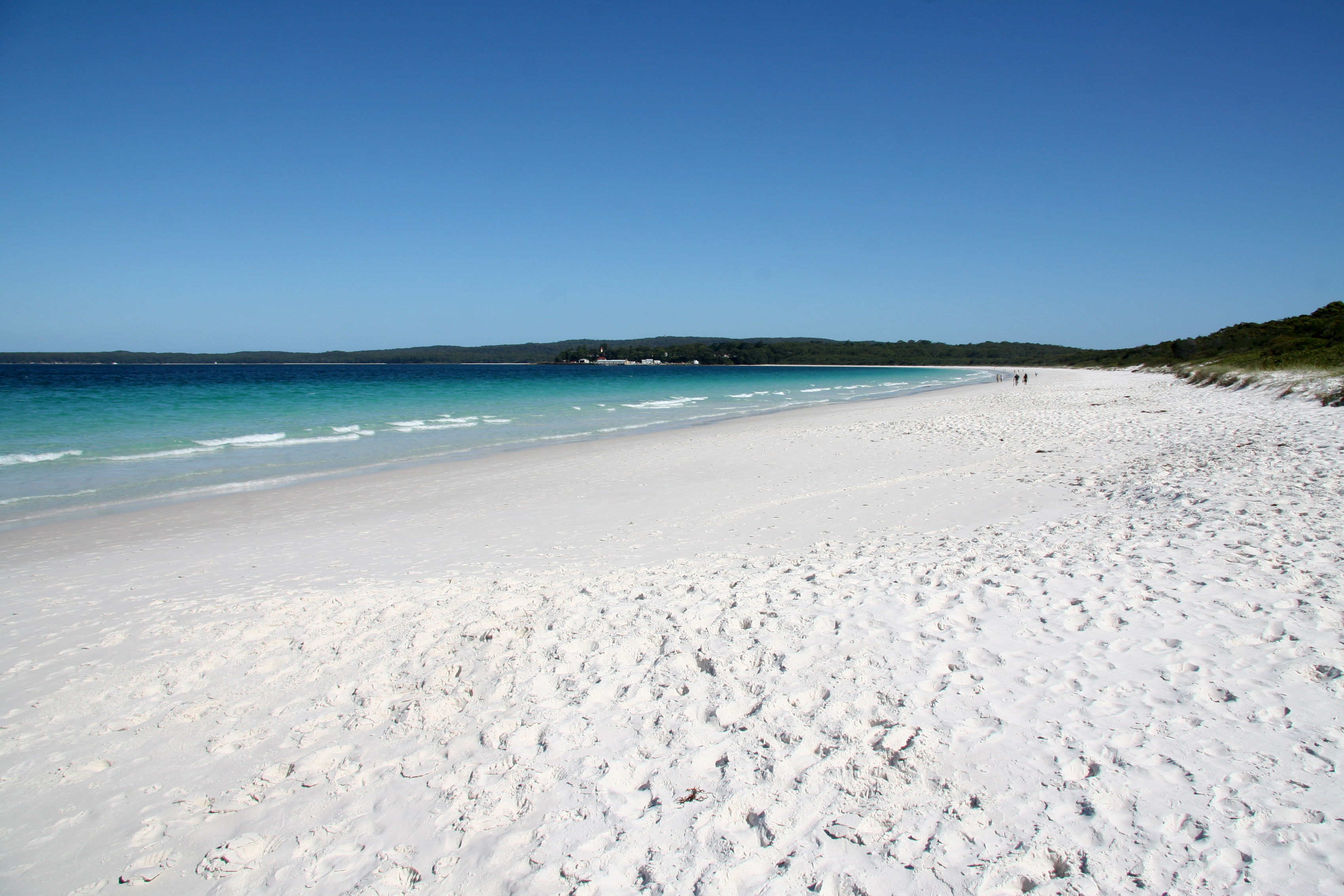
Plaża w Hyams Beach (Australia)

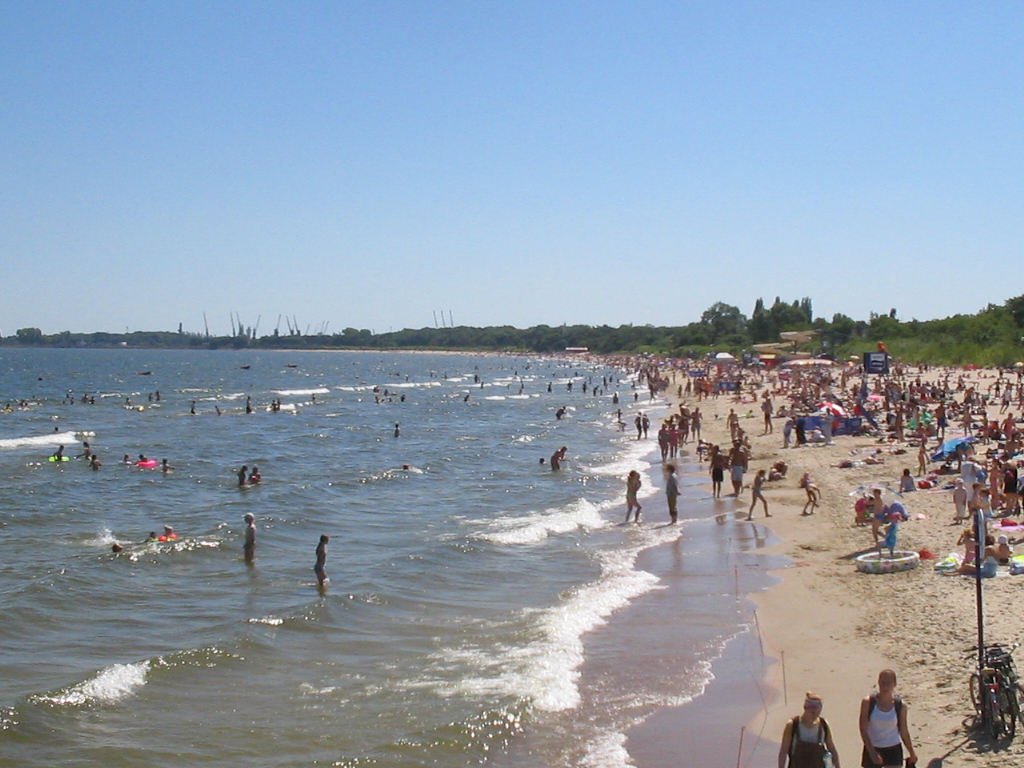
Turyści wypoczywający na plaży

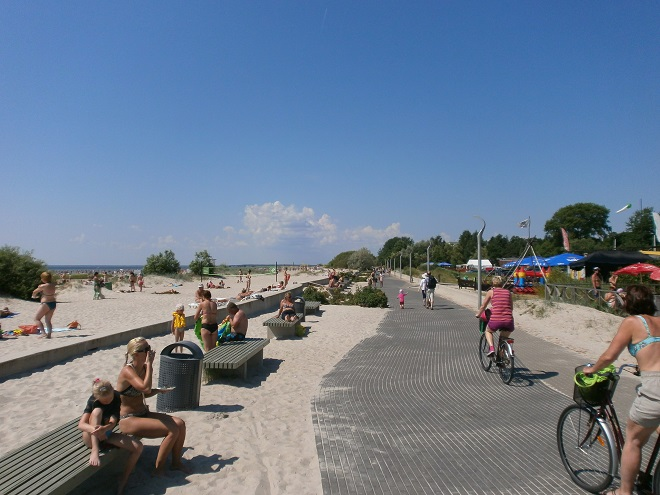
Plaża w Parnawa w Estonii

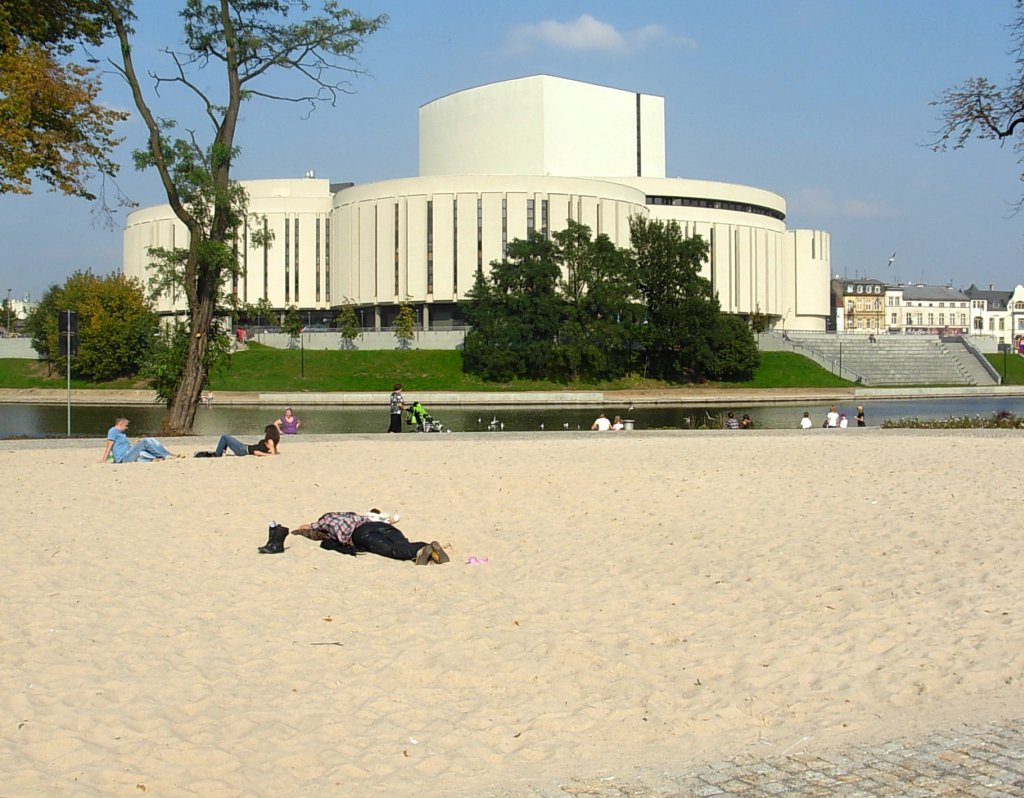
Plaża na Wyspie Młyńskiej w centrum Bydgoszczy

Plaża – pas nadbrzeżny pokryty materiałem sypkim: piaskiem, żwirem bądź ich mieszaniną, leżący nad brzegiem zbiorników wodnych.
Plaże są wykorzystywane jedynie w celach rekreacyjno-wypoczynkowych, gdyż ze względu na nieurodzajność i niestabilność oraz możliwość zalania inna działalność gospodarcza jest niemożliwa.
Plaże często są mylone z leżącymi za wałem burzowym wydmami, na które podczas sztormów woda ze zbiornika nie sięga.

## Części składowe
Plaża dzieli się na trzy części, patrząc kolejno od strony zbiornika:
- strefa zmywania – miejsce, gdzie w normalnych warunkach dochodzi do cyklicznego zalewania przez fale,
- wał brzegowy – podłużny wał pomiędzy strefą zmywania a tarasem burzowym,
- taras burzowy – zasadnicza część plaży zalewana podczas sztormów.

## Powstawanie plaży
Plaża powstaje na skutek akumulacji piasku i żwiru na nabrzeżu oraz rzadziej na skutek erozji klifów. Plaże powstają również w sposób antropogeniczny poprzez nawiezienie piasku na nabrzeże; zabieg ten jest dość drogi i stosowany wyłącznie jeśli w okolicy brakuje plaż.

## Wykorzystanie gospodarcze
Plaże są wykorzystywane jedynie w celach rekreacyjno-wypoczynkowych. Wszelka inna działalność (rolnicza lub przemysłowa) na terenie plaży nie może być realizowana ze względu na małą stabilność gruntu, całkowity brak żyzności gruntu oraz zalewanie podczas sztormów. Swoistą namiastką działalności gospodarczej jest zbieranie bursztynu.

## Przyroda

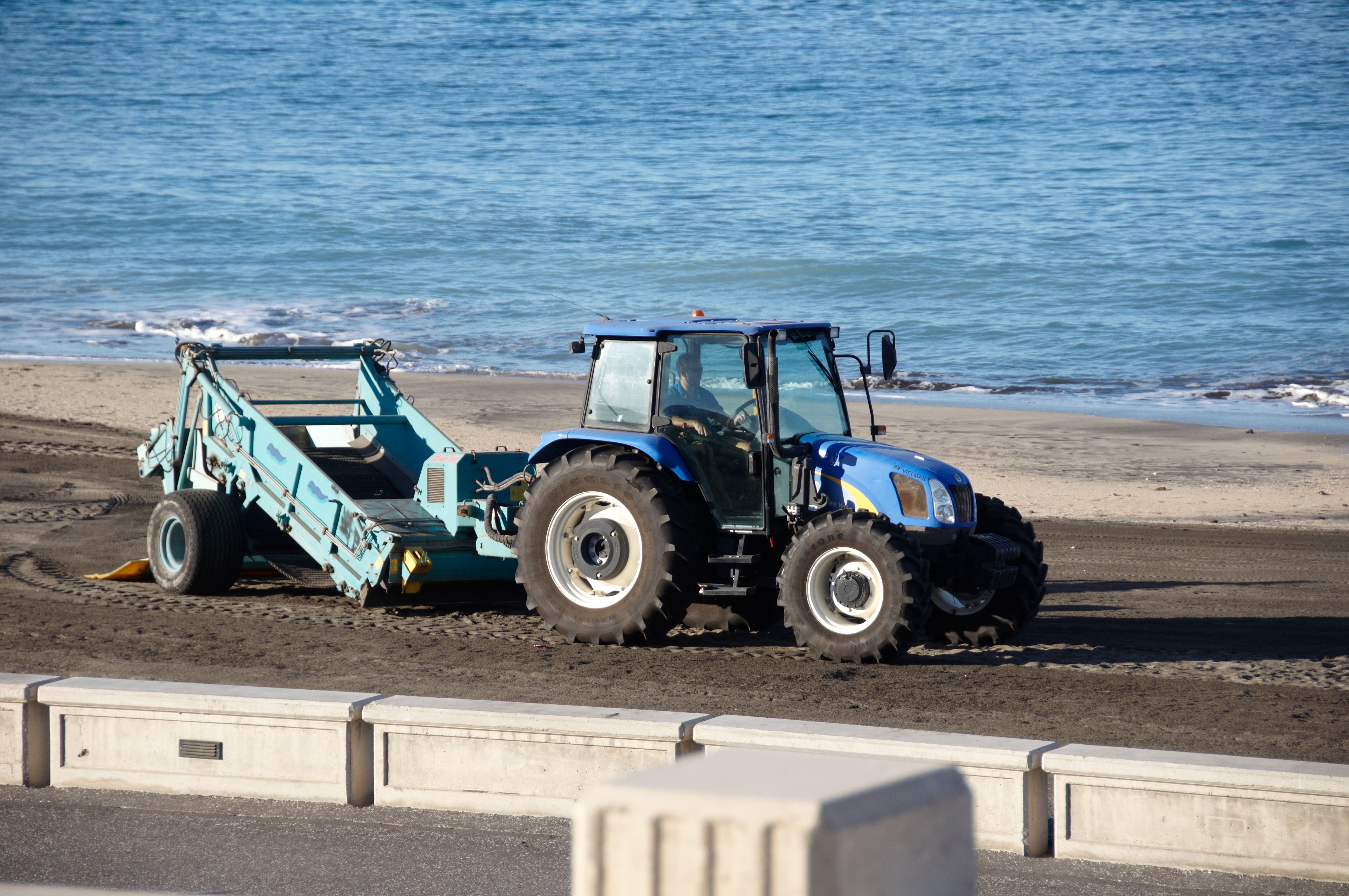
Mechaniczne sprzątanie plaży, które jednocześnie niszczy zasiedlającą ją roślinność

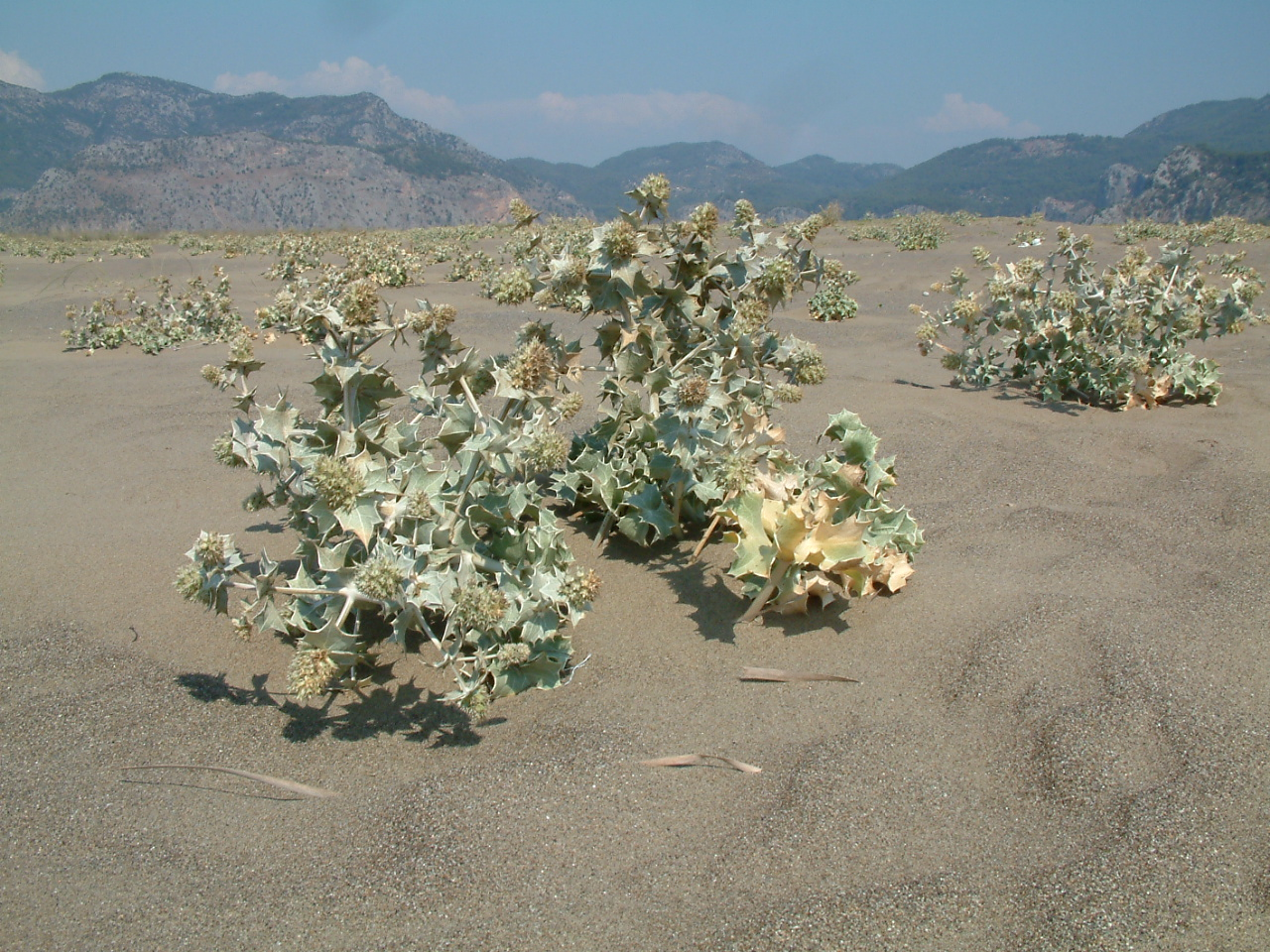
Dzika plaża w Turcji porośnięta mikołajkiem nadmorskim

W krajach Unii Europejskiej przyroda plaż podlega ochronie na mocy dyrektywy siedliskowej, gdyż wytwarzają się na nich siedliska przyrodnicze wymagające ochrony w sieci Natura 2000 – kidzina na brzegu morza (typ siedliska nr 1210) oraz inicjalne stadia nadmorskich wydm białych w górnej części plaży i jej pograniczu ze strefą wydm (typ siedliska nr 2110). Kidzina mimo braku gleby jest stosunkowo żyznym siedliskiem, zwłaszcza zasobnym w azot, ze względu na rozkładające się szczątki organizmów (drewno, glony, tzw. trawa morska) nanoszonych przez fale i wiatr. Dla siedlisk tych charakterystyczna jest efemeryczność, na co składają się czynniki ludzkie (rozdeptywanie, grabienie lub bronowanie, zabiegi hydrotechniczne) i naturalne. Szczególnie duży wpływ na sezonową przebudowę siedliska mają zimowe sztormy. Takie warunki pozwalają na wykształcenie się specyficznych zbiorowisk roślinnych tworzonych przez rośliny słonolubne, nierzadko azotolubne, o krótkim cyklu życiowym (np. łoboda nadbrzeżna) lub o systemie korzeni i pędów pozwalającym na odrastanie po przysypaniu przez piasek (np. honkenia piaskowa).
Z punktu widzenia turystyki kidzina jest traktowana jak skupisko śmieci, przez co na użytkowanych rekreacyjnie plażach nie jest chroniona, lecz usuwana. Specjalnej ochronie podlega jedynie w rezerwatach. Również różnego typu zabiegi techniczne mające na celu ochronę brzegów przed erozją morską (abrazją) i wiatrową, prowadząc do stabilizacji warunków, niszczą naturalne siedlisko.